# مقابلة

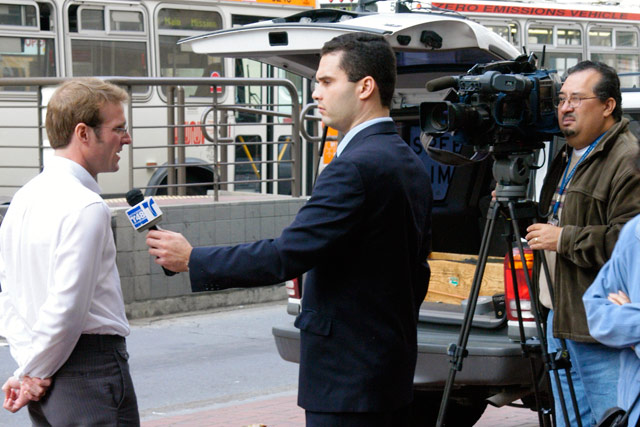
مقابلة للتلفزيون.

المقابلة هي محادثة بين شخصين أو أكثر (المحاور والضيف) حيث تطرح الأسئلة من المحاور للحصول على معلومات من الضيف.

## أنواع المقابلات
| - مقابلة عمل - مقابلة إعلامية - مقابلة الخروج - مقابلة مايكروسوفت - مقابلة على الإنترنت عبر الكاميرا | - مقابلة التعرف - مقابلة للتحقيق - مقابلة وهمية - ميني متعددة مقابلة - مقابلة الوالدين والمعلمين |

## الحديث الصحفي
الحديث الصحفي هو حوار يقوم بين الصحفي وشخص ما، وهو حوار قد يستهدف الحصول على اخبار ومعلومات جديدة أو شرح وجهة نظر معينة أو تصوير جوانب غريبة أو طريقة مسلية في حياة هذه الشخصية والحديث الصحفي قد يجري مع شخص واحد وهو الشكل الغالب على الاحاديث الصحفية ولكنه قد يجرى مع عدة أشخاص كما هو الأمر في الاستفتاء الصحفي والحديث الصحفي قد يجريه محرر واحد. وهو الأمر الغالب في الاحاديث الصحفية أيضا ولكن قد يجريه عدة محررين كما هو الشان في المؤتمر الصحفي والحديث الصحفي فن صحفي مستقل بذاته ولكنه هذا لا يمنع من ان يكون أداة للحصول على خبر صحفي أو ان يكون جزء من تحقيق صحفي والحصول على الغالبية العظمى من الاخبار يتمعن طريق المقابلات الصحفية مع مصادر الاخبار ولكن هناك فرق كبير بين إجراء مقابلة للحصول على خبر وبين إجراء مقابلة للحصول على حديث صحفي.
ان الحصول مثلا على خبر عن قانون جديد للإسكان من وزير الإسكان يختلف عن إجراء حديث صحفي وزير الإسكان عن القانون الجديد.ان الخبر يستهدف بالدرجة الأولى الإجابة على سؤال: ماهو قانون الإسكان الجديد؟بينما الحديث الصحفي يستهدف الإجابة على السؤال: لماذا قانون جديد للإسكان؟
و تعريف الحديث الصحفي يمكن أن يتم في بعض الحالات من خلال تحديد أهدافه ووضائفه فهنالك حديث المعلومات والاخبار أو الحديث الخبري وهو حديث يستهدف بالدرجة الأولى الحصول على اخبار أو معلومات أو بيانات جديدة عن وقائع أو احداث أو سياسات أو برامج أو قوانين جديدة مثال ذلك إجراء حديث صحفي مع وزير التموين لشرح وتوضيح السياسة التموينية الجدية للوزارة: أو حديث مع وزير المالية لشرح تفاصيل قانون جديد للضرائب أو حديث مع وزير الإسكان لتوضيح ابعاد ودلالات قانون جديد للإسكان وإلى جانب الحديث الخبري هنالك أيضا حديث الراي وهو حديث يستهدف بالدرجة الأولى استعراض وجهة نظر شخصية ما في قضية أو قضايا معينة تهم القراء وبالإضافة للحديث الخبري وحديث الراي هنالبك أيضا حديث التسلية والإمتاع وهو يستهدف البحث في حياة الشخص الذي يجري معه الحديث

## مقابلات شهيرة
- 1957-1960 : مقابلة مايك والاس—30 دقيقة من المقابلات التلفزيونية التي أجراها مايك والاس
- 1974 : مقابلة مايكل باركنسون مع محمد علي
- 1992 : برنامج «لا تهتم انها مقابلة» مع فرقة نيرفانا في عام 1992.
- 1993 : مايكل جاكسون يتحدث إلى أوبرا وينفري: أصبح هذا رابع أكبر حدث يشاهد في تاريخ التلفزيون الأميركي بجمهور يتجاوز المائة مليون.
- 1993 : مقابلة كعكة عيد ميلاد: مقابلة مع الدكتور جون هيوسون ساهمت في هزيمة حزبه في الانتخابات الفيدرالية الأسترالية، 1993
- 2002 - 2003 : العيش مع مايكل جاكسون: 2002-2003 مقابلة مع مايكل جاكسون، تحولت في وقت لاحق إلى فيلم وثائقي
- 2003 : مقابلة صدام حسين - فبراير 2003 : دان راذر يقابل صدام حسين قبل أيام من غزو العراق عام 2003